# Майспрах
Майспрах (нем. Maisprach) — коммуна в Швейцарии, в кантоне Базель-Ланд. 
Входит в состав округа Зиссах. Население составляет 956 человек (на 31 декабря 2007 года). Официальный код  —  2853.